# العلاقات الساموية الصربية
العلاقات الساموية الصربية هي العلاقات الثنائية التي تجمع بين ساموا وصربيا.

## مقارنة بين البلدين
هذه مقارنة عامة ومرجعية للدولتين:
| وجه المقارنة                                              | ساموا                        | صربيا                                                      |
| --------------------------------------------------------- | ---------------------------- | ---------------------------------------------------------- |
| المساحة (كم2)                                             | 2.84 ألف                     | 88.36 ألف                                                  |
| عدد السكان (نسمة)                                         | 196.44 ألف                   | 7.02 مليون                                                 |
| الكثافة السكانية (ن./كم²)                                 | 69.17                        | 79.45                                                      |
| العاصمة                                                   | أبيا                         | بلغراد                                                     |
| اللغة الرسمية                                             | لغة إنجليزية، اللغة الساموية | اللغة الصربية                                              |
| العملة                                                    | تالا ساموي                   | دينار صربي                                                 |
| الناتج المحلي الإجمالي (بليون دولار)                      | 856.63 مليون                 | 41.43 مليار                                                |
| الناتج المحلي الإجمالي (تعادل القوة الشرائية) بليون دولار | 1.15 مليار                   | 100.13 مليار                                               |
| الناتج المحلي الإجمالي الاسمي للفرد دولار أمريكي          | 3.94 ألف                     | 5.24 ألف                                                   |
| الناتج المحلي الإجمالي للفرد دولار أمريكي                 | 5.79 ألف                     | 13.59 ألف                                                  |
| مؤشر التنمية البشرية                                      | 0.702                        | 0.771                                                      |
| رمز المكالمات الدولي                                      | +685                         | +381                                                       |
| رمز الإنترنت                                              | .ws                          | .rs، .срб ‏                                                 |
| المنطقة الزمنية                                           | ت ع م+13:00                  | توقيت وسط أوروبا، ت ع م+01:00، ت ع م+02:00، أوروبا/بلغراد ‏ |

## منظمات دولية مشتركة
يشترك البلدان في عضوية مجموعة من المنظمات الدولية، منها:
| علم المنظمة | اسم المنظمة                               | تاريخ انضمام ساموا | تاريخ انضمام صربيا |
| ----------- | ----------------------------------------- | ------------------ | ------------------ |
|             | مؤسسة التنمية الدولية                     | 28 يونيو 1974      | 25 فبراير 1993     |
|             | يونسكو                                    | 3 أبريل 1981       | 20 ديسمبر 2000     |
|             | وكالة ضمان الاستثمار متعدد الأطراف        | 27 سبتمبر 2002     | 19 مارس 1993       |
|             | الأمم المتحدة                             | 15 ديسمبر 1976     | 1 نوفمبر 2000      |
|             | الاتحاد البريدي العالمي                   | ?                  | ?                  |
|             | البنك الدولي للإنشاء والتعمير             | 28 يونيو 1974      | 25 فبراير 1993     |
|             | الاتحاد الدولي للاتصالات                  | 7 أكتوبر 1988      | 1 يونيو 2001       |
|             | منظمة حظر الأسلحة الكيميائية              | ?                  | ?                  |
|             | مؤسسة التمويل الدولية                     | 28 يونيو 1974      | 25 فبراير 1993     |
|             | المركز الدولي لتسوية المنازعات الاستشارية | 25 مايو 1978       | 8 يونيو 2007       |
|             | منظمة الشرطة الجنائية الدولية             | ?                  | ?                  |

## وصلات خارجية
- موقع وزارة الخارجية الصربية